# 춘곡 정탁 묘역
춘곡 정탁 묘역(春谷 鄭擢 墓域)은 대한민국 경기도 파주시 월롱면 덕은리에 있는, 고려말 조선초의 문신인 춘곡(春谷) 정탁(1363∼1423)의 묘소이다. 2000년 6월 12일 경기도의 기념물 제173호로 지정되었다.

## 개요
고려말 조선초의 문신인 춘곡(春谷) 정탁(1363∼1423)의 묘소이다.
고려 우왕 8년(1382) 문과에 급제하여 춘추관 수찬을 역임한 뒤 여러 관직을 지낸 후 1392년 이성계를 도와 개국공신이 되어 성균대사성에 올랐으며, 태조 5년(1396)에는 중국 명나라에 다녀오기도 했다. 제1차 왕자의 난 때 이방원을 돕기도 하였으며, 이후 두루 관직을 거쳐 우의정의 자리에까지 올랐다.
묘는 산의 경사면을 따라 일정한 거리를 유지한 채 축대를 쌓았고 봉분 앞쪽은 돌을 쌓아 전체적으로 사다리꼴형이다. 봉분 앞에는 묘비와 상석(제사지낼 때 음식을 차려 놓도록 무덤 앞에 마련해 놓은 돌)·문인석이 있으며 묘비는 마모가 심해 글자를 읽기 어렵다.
조선 전기 양식의 이 묘역은 봉분 앞쪽에 사다리꼴 모양의 돌을 쌓은 특이한 형태로, 당시 무덤에서는 보기 드문 모습이다.

## 같이 보기
- 정탁

## 참고 문헌
- 춘곡정탁묘역 - 국가유산청 국가유산포털